# Elsbeth van Rooy-Vink
Elsbeth van Rooy-Vink (Wijk en Aalburg, 25 de enero de 1973) es una deportista neerlandesa que compitió en ciclismo en las modalidades de ruta y montaña (campo a través).
Ganó una medalla de bronce en el Campeonato Mundial de Ciclismo de Montaña en Maratón de 2006. Participó en tres Juegos Olímpicos de Verano, entre los años 1996 y 2008, ocupando el quinto lugar en Atlanta 1996 y en Atenas 2004, en la prueba de campo a través.

## Medallero internacional
| Campeonato Mundial | Campeonato Mundial           | Campeonato Mundial | Campeonato Mundial |
| Año                | Lugar                        | Medalla            | Competición        |
| ------------------ | ---------------------------- | ------------------ | ------------------ |
| 2006               | Le Bourg-d'Oisans] (Francia) | Medalla de bronce  | Campo a través     |